# Voie Bleue
La Voie bleue ist die Bezeichnung des Moselle-Saône-Radwegs, beziehungsweise der Veloroute Nr. 50 im französischen Schema der Radwanderwege und Voies Vertes (Grünen Routen).
Der Radwanderweg führt von Apach (im Dreiländereck) in der Region Grand Est nach Lyon in der Region Auvergne-Rhône-Alpes. An der deutschen Grenze trifft er auf die Via Romea Francigena (EV5) und in Lyon auf die EuroVelo 17. In Lothringen folgt er dem Moseltal und dann dem Val de Saône in Bourgogne-Franche-Comté und Auvergne-Rhône-Alpes. Der Radwanderweg verläuft hauptsächlich auf grünen Wegen, die ehemalige Treidelpfade und Flussufer nutzen, d. h. auf eigener Trasse, während andere Abschnitte auf verkehrsarmen Straßen verlaufen. 